# BM-27 Uragan
Il BM-27 Uragan (in cirillico: БМ-27 Ураган; nome in codice NATO: ?) anche noto con la denominazione di progetto 9P140, è un lanciarazzi pesante di origine sovietica, progettato per operazioni di bombardamento a lungo raggio di fortificazioni, basi militari ed obiettivi sensibili dell'industria bellica; è entrato in servizio nelle forze armate sovietiche negli anni '70.
Dotato di un lanciatore da 16 pezzi da 220mm di calibro che può scaricare in un'unica salva nell'arco di soli 20 secondi, ha una gittata massima di 35 km, tripla rispetto al BM-24 che ha sostituito. 
Al 2021, un numero limitato di esemplari prestava ancora servizio nelle Forze di terra russe, affiancato dal BM-30 Smerch e dal BM-27M Uragan-1M, lanciarazzi di ultima generazione con cui, tuttavia, condivide solo la denominazione.

## Caratteristiche
Il BM-27 è basato su un veicolo molto diffuso lo ZIL-135, maneggevole e veloce su strada oltre che di facile manutenzione.
Sono impiegate testate chimiche (gas letali della famiglia dei nervini) e convenzionali, nonché del tipo ad alto potenziale (HE) che è il disegno più semplice ed economico delle testate di un'arma d'artiglieria, compare invece nella dotazione del lanciarazzi sovietico, che può pertanto battere ogni sorta di obiettivi.
Il sistema sovietico è caratterizzato da un miglior rapporto costo-efficacia rispetto alle sue controparti occidentali (MLRS). Tuttavia, esso è rimasto in servizio in larga misura solo nelle forze armate russe, mentre tra i pochi (forse l'unico) successi nell'esportazione vi è un certo quantitativo fornito all'esercito siriano.

## Versioni
- 9P140 Uragan: versione standard su camion ZIL-135
- 9A53 Uragan-U: versione aggiornata con tubi di lancio 2 × 15; presentato nel 2009 su 8 × 8 MZKT-7930. Grazie al suo assemblaggio modulare è possibile lanciare anche i razzi BM-30 Smerch e BM-21 Grad.
- Bastion-03: prototipo ucraino, presentato nel 2010. Installato su un camion 6 × 6 tipo KrAZ-63221RA.
- Burevia: prototipo ucraino che incorpora un nuovo sistema di controllo digitale del fuoco in grado di condividere il bersaglio con altre unità e montato su un telaio Tatra 8x8 T815-7T3RC1
- Uragan-1M: versione bicalibro (tubi da 220 e 300 mm) ed altamente automatizzata del sistema BM-30 Smerch. Può essere dotato di due container di sei tubi di lancio da 300 mm o 15 tubi di lancio da 220 mm. Le consegne all'esercito della Federazione Russa sono iniziate a settembre 2016. Può sparare razzi guidati con gittata di 70 km (43 mi).

## Utilizzatori
- Armenia - alcuni BM-27 ordinati nel 2011
- Afghanistan - 18 fuori servizio
- Angola
- Bielorussia
- Eritrea - 9 nel 2016
- Guinea - 3 nel 2016
- Georgia - utilizzo limitato durante la guerra in Abkhazia , fuori servizio.
- Kazakistan - 180 nel 2016
- Kirghizistan - 6 nel 2016
- Moldavia - 11 nel 2016
- Birmania - 35
- Corea del Nord
- Perù
- Russia - 200 in servizio e 700 in riserva nel 2016
- Siria
- Tanzania - 48
- Turkmenistan - 60 nel 2016
- Ucraina - 70 nel 2016
- Uzbekistan - 48 nel 2016
- Yemen - Visto in azione intensa nella guerra civile in corso.